# Federico Delbonis
Federico Delbonis ([feðeˈɾiko ðelˈβonis}]; Azul, Buenos Aires, 5 d'octubre de 1990) és un tennista professional argentí.

## Palmarès

### Individual: 4 (2−2)
| Llegenda                          |
| --------------------------------- |
| Grand Slams (0−0)                 |
| ATP Finals (0−0)                  |
| ATP World Tour Masters 1000 (0−0) |
| ATP World Tour 500 (0−1)          |
| ATP World Tour 250 (2−1)          |

| Títols per superfície |
| --------------------- |
| Dura (0−0)            |
| Gespa (0−0)           |
| Terra batuda (2−2)    |

| Resultat  | Núm. | Data                 | Torneig            | Superfície   | Oponent        | Marcador         |
| --------- | ---- | -------------------- | ------------------ | ------------ | -------------- | ---------------- |
| Finalista | 1.   | 21 de juliol de 2013 | Hamburg, Alemanya  | Terra batuda | Fabio Fognini  | 6−4, 6−7(8), 2−6 |
| Guanyador | 1.   | 3 de març de 2014    | São Paulo, Brasil  | Terra batuda | Paolo Lorenzi  | 4−6, 6−3, 6−4    |
| Finalista | 2.   | 24 de maig de 2014   | Niça, França       | Terra batuda | Ernests Gulbis | 1−6, 6−7(5)      |
| Guanyador | 2.   | 10 d'abril de 2016   | Marràqueix, Marroc | Terra batuda | Borna Ćorić    | 6−2, 6−4         |

### Dobles masculins: 5 (2−3)
| Llegenda                          |
| --------------------------------- |
| Grand Slams (0−0)                 |
| ATP Finals (0−0)                  |
| ATP World Tour Masters 1000 (0−0) |
| ATP World Tour 500 (0−0)          |
| ATP World Tour 250 (2−3)          |

| Títols per superfície |
| --------------------- |
| Dura (0−0)            |
| Gespa (0−0)           |
| Terra batuda (2−3)    |

| Resultat  | Núm. | Data                 | Torneig            | Superfície   | Parella           | Oponents                       | Marcador            |
| --------- | ---- | -------------------- | ------------------ | ------------ | ----------------- | ------------------------------ | ------------------- |
| Guanyador | 1.   | 7 de març de 2018    | São Paulo, Brasil  | Terra batuda | Máximo González   | Wesley Koolhof Artem Sitak     | 6−4, 6−2            |
| Finalista | 1.   | 4 d'agost de 2018    | Kitzbühel, Àustria | Terra batuda | Daniele Bracciali | Roman Jebavý Andrés Molteni    | 4−6, 2−6            |
| Guanyador | 3.   | 2 de març de 2019    | São Paulo (2)      | Terra batuda | Máximo González   | Luke Bambridge Jonny O'Mara    | 6−4, 6−3            |
| Finalista | 2.   | 21 de juliol de 2019 | Bastad, Suècia     | Terra batuda | Horacio Zeballos  | Sander Gillé Joran Vliegen     | 7−6(5), 5−7, [5−10] |
| Finalista | 3.   | 14 de març de 2021   | Santiago, Xile     | Terra batuda | Jaume Munar       | Simone Bolelli Máximo González | 6–7(4), 4–6         |

### Equips: 1 (1−0)
| Resultat  | Núm. | Data                      | Torneig                     | Superfície | Equip                                            | Oponents                                          | Marcador |
| --------- | ---- | ------------------------- | --------------------------- | ---------- | ------------------------------------------------ | ------------------------------------------------- | -------- |
| Guanyador | 1.   | 25 − 26 d'octubre de 2016 | Copa Davis, Zagreb, Croàcia | Dura (i)   | Leonardo Mayer Guido Pella Juan Martín del Potro | Marin Čilić Ivan Dodig Ivo Karlović Franko Škugor | 3−2      |

## Trajectòria

### Individual
| Open d'Austràlia | Q1  | A   | A   | A           | 1R          | 1R          | 3R    | 1R          | 1R          | 1R          | 2R          | A     | 1R | 0 / 8     | 3 – 8     |
| Roland Garros | Q1  | Q2  | Q2  | 2R          | 1R          | 1R          | 1R    | 1R          | 2R          | 2R          | 1R          | 4R    | 2R | 0 / 10    | 7 – 10    |
| Wimbledon | A   | Q1  | A   | A           | 1R          | 1R          | 1R    | A           | 1R          | 1R          | NC          | 1R    | 1R | 0 / 7     | 0 – 7     |
| US Open | A   | Q1  | Q1  | Q1          | 2R          | 1R          | 2R    | A           | 1R          | 1R          | 1R          | 1R    | 1R | 0 / 8     | 2 – 8     |
| Jocs Olímpics | NC  | NC  | A   | No celebrat | No celebrat | No celebrat | 1R    | No celebrat | No celebrat | No celebrat | No celebrat | A     | NC | 0 / 1     | 0 – 1     |
| Total Victòries−Derrotes                                                                                                   | 0–2 | 3–2 | 6–9 | 12–8        | 20–27       | 17–20       | 27–24 | 11–10       | 11–18       | 14–20       | 9–12        | 23–24 |    | 155 – 181 | 155 – 181 |
| Rànquing a final d'any | 160 | 166 | 133 | 55          | 60          | 52          | 41    | 68          | 80          | 76          | 82          | 44    |    |           |           |
| Llegenda: G: Guanyador; F: Finalista; SF: Semifinalista; QF: Quarts de final; Q: Qualificació; A: Absent; RR: Round Robin; |     |     |     |             |             |             |       |             |             |             |             |       |    |           |           |

### Dobles masculins
| Open d'Austràlia | A           | 1R          | 1R          | 1R   | 1R          | 1R          | A           | 2R          | A     | 2R | 0 / 7   | 2 – 7   |
| Roland Garros | A           | 1R          | 1R          | 2R   | A           | 2R          | 3R          | A           | 1R    | 1R | 0 / 7   | 4 – 7   |
| Wimbledon | A           | 1R          | A           | 2R   | A           | 2R          | 1R          | NC          | 1R    | 1R | 0 / 6   | 2 – 6   |
| US Open | 1R          | 1R          | 2R          | 1R   | A           | A           | 2R          | A           | 1R    |    | 0 / 6   | 2 – 6   |
| Jocs Olímpics | No celebrat | No celebrat | No celebrat | 1R   | No celebrat | No celebrat | No celebrat | No celebrat | A     | NC | 0 / 1   | 0 – 1   |
| Total Victòries−Derrotes                                                                                                   | 1–3         | 7–17        | 5–10        | 8–12 | 1–5         | 9–9         | 11–5        | 1–3         | 10–11 |    | 54 – 79 | 54 – 79 |
| Rànquing a final d'any | 189         | 186         | 254         | 152  | 403         | 132         | 125         | 169         | 177   |    |         |         |
| Llegenda: G: Guanyador; F: Finalista; SF: Semifinalista; QF: Quarts de final; Q: Qualificació; A: Absent; RR: Round Robin; |             |             |             |      |             |             |             |             |       |    |         |         |